# Crisi canviària
Una crisi canviària (o crisi monetària) és una situació en què existeix un gran dubte sobre si el banc central d'un país té reserves de divises suficients per mantenir el tipus de canvi fix del país. La crisi sol acompanyar-se d'un atac especulatiu al mercat de divises. Una crisi canviària resulta del dèficit crònic de la balança de pagaments i, per tant, també es coneix com una crisi de balança de pagaments. Sovint, aquesta crisi culmina amb una devaluació de la moneda.
Una crisi canviària és una mena de crisi financera, sovint associada a una crisi econòmica real. Una crisi canviària augmenta la probabilitat d'una crisi bancària o una crisi d'impagament. Durant una crisi canviària, el valor del deute emès a l'exterior augmentarà dràsticament pel que fa al valor en declivi de la moneda d'origen. Les institucions financeres i el govern lluitaran per complir les obligacions del deute i contra la crisi econòmica que pugui sorgir. La causació també funciona d'una altra manera. La probabilitat d'una crisi canviària augmenta quan un país està experimentant una crisi bancària o una crisi una crisi d'impagament. Per compensar el dany derivat d'una crisi bancària o d'impagament, un banc central augmentarà sovint l'emissió monetària, que pot disminuir les reserves fins a un punt en què es trenca el tipus de canvi fix. El vincle entre la moneda, la banca i les crisis d'impagament augmenta les possibilitats de crisis bessones o fins i tot crisis triples, perquè el cost econòmic de cada crisi individual s'amplia.
Les crisis canviàries poden ser especialment destructives per a petites economies obertes o, més grans, però que no siguin prou estables. Els governs sovint assumeixen el paper d'evitar aquests atacs satisfent l'excés de demanda d'una moneda determinada utilitzant les reserves de divises pròpies del país o les seves reserves de divises (generalment en el dòlar dels Estats Units, l'euro o la lliura esterlina). Les crisis canviàries tenen costos grans i mesurables en una economia, però la capacitat de predir el calendari i la magnitud de les crisis es veu limitada per la comprensió teòrica de les complexes interaccions entre els fonaments macroeconòmics, les expectatives dels inversors i la política governamental. Una crisi canviària també pot tenir conseqüències polítiques per als que estan en el poder. Després d'una crisi canviària, és probable que es produeixi un canvi en el cap de govern i un canvi en el ministre d'hisenda i/o el governador del banc central.
No hi ha una definició àmpliament acceptada de crisi canviària, que normalment es considera part d'una crisi financera. Kaminsky et al. (1998), per exemple, defineixen la crisi monetària quan una mitjana ponderada de les depreciacions percentuals mensuals en el tipus de canvi i els descensos mensuals percentuals en les reserves de canvi supera la seva mitjana per més de tres desviacions estàndard. Frankel i Rose (1996) defineixen una crisi canviària com una depreciació nominal d'una moneda d'almenys un 25%, però també es defineix quan hi ha mínim d'un 10% d'augment de la taxa de depreciació. En general, una crisi canviària es pot definir per una situació en la qual els participants en un mercat de divises reconeixen que un tipus de canvi fix està a punt de fracassar, causant especulacions contra aquell tipus de canvi fix que facilita el fracàs i obliga a una devaluació o apreciació.
Les recessions atribuïdes a les crisis canviàries inclouen la crisi econòmica de 1994 a Mèxic, la crisi financera asiàtica de 1997, la crisi financera russa de 1998 i la crisi econòmica argentina (1999-2002).